# Chrudichromy
Chrudichromy település Csehországban, a Blanskói járásban. Chrudichromy Svitávka, Skalice nad Svitavou, Boskovice és Míchov településekkel határos. Lakosainak száma 223 fő (2024. január 1.).

## Népesség
A település lakosságának változását az alábbi diagram mutatja:
| Lakosok száma | 289  | 332  | 380  | 282  | 211  | 185  | 192  | 198  | 211  | 223  |
|               | 1869 | 1890 | 1921 | 1950 | 1980 | 2001 | 2017 | 2019 | 2022 | 2024 |